# Berlin-Westend
Westend is een stadsdeel van Berlijn dat deel uitmaakt van het district Charlottenburg-Wilmersdorf. Het stadsdeel telt bijna 41.000 inwoners en ligt, zoals zijn naam aangeeft, ten westen van Charlottenburg. Westend werd gesticht als villadorp, vernoemd naar het Londense Westend, maar kent ook dichter bebouwde wijken met een stedelijk karakter. In het zuiden van het stadsdeel bevindt zich het uitgestrekte beurs- en tentoonstellingscomplex Messe Berlin. Ook het Olympiastadion, gebouwd voor de Olympische Spelen van 1936, staat in Westend.
Het stadsdeel Westend ontstond op 30 september 2004 als afsplitsing van Charlottenburg. De nieuwe indeling volgde op de fusie van het voormalige district Charlottenburg met Berlin-Wilmersdorf, die in 2001 plaatsvond. Westend wordt in het noorden begrensd door de Spree, in het oosten door de stadsringweg en de S-Bahnring, in het zuiden door het Grunewald en in het westen door de Stößensee en de Spandauer Vorortbahn.
Volgende wijken maken thans deel uit van Westend:
- Villenkolonie Westend
- Neu-Westend
- Pichelsberg
- Ruhleben
- Siedlung Eichkamp
- Siedlung Heerstraße

## Geschiedenis
Tot in de 19e eeuw was het gebied waar nu Westend ligt vrijwel onbebouwd. Er stonden enige molens en er was een uitspanning annex bierbrouwerij, Spandauer Bock genaamd, die dagjesmensen uit Charlottenburg en Berlijn aantrok. In 1866 werd de Westend-Gesellschaft opgericht, een maatschappij die grote stukken land in Westend opkocht en opdeelde in bouwpercelen. De Westend-Gesellschaft ging in 1873 failliet als gevolg van een beurscrisis en conflicten met de stad Charlottenburg, waartoe het Westend bestuurlijk behoorde. De ontwikkeling van het villadorp kwam hierdoor enige tijd stil te liggen.
In 1877 werd de Ringbahn, een ringspoorlijn om Berlijn, voltooid en kreeg Westend een aansluiting op de stadsspoorwegen (de latere S-Bahn). De massale groei van de bevolking van de Duitse hoofdstad blies de ontwikkeling van het gebied nieuw leven in; tegen het einde van de 19e eeuw waren vrijwel alle oorspronkelijke percelen bebouwd.

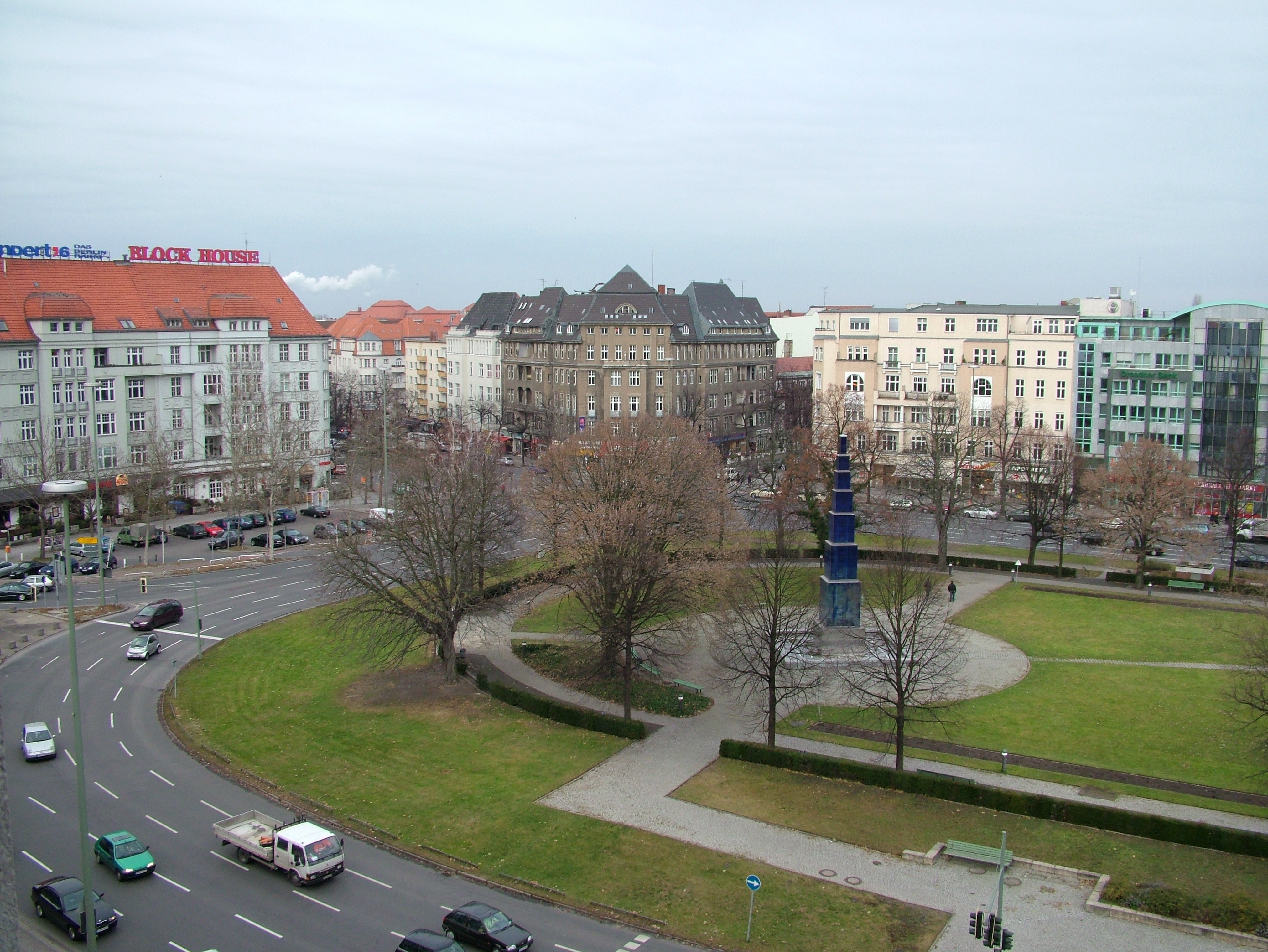
Theodor-Heuss-Platz

In 1908 werd de Berlijnse metro verlengd naar de Reichskanzlerplatz (tegenwoordig Theodor-Heuss-Platz geheten) in het hart van Westend, waardoor de bereikbaarheid van het gebied verder verbeterde. Ten westen van het tot dan toe bebouwde deel van Westend ontstond vervolgens de wijk Neu-Westend. In tegenstelling tot het door villa's gedomineerde oude Westend bouwde men hier vooral appartementen in gesloten bouwblokken.
De opening van het Deutsches Stadion in 1913 vormde de aanleiding van een verdere verlenging van de metrolijn door Westend. Voor de Olympische Spelen van 1936 werd het stadion uitgebreid tot het huidige Olympiastadion en legde men in Westend een groot sportterrein aan, het Reichsportfeld, tegenwoordig Olympiapark geheten.
Met de vorming van Groot-Berlijn in 1920 werd Westend deel van de Duitse hoofdstad. Voordien behoorde het tot de stad Charlottenburg, die in het genoemde jaar door Berlijn werd geannexeerd.

## Bezienswaardigheden

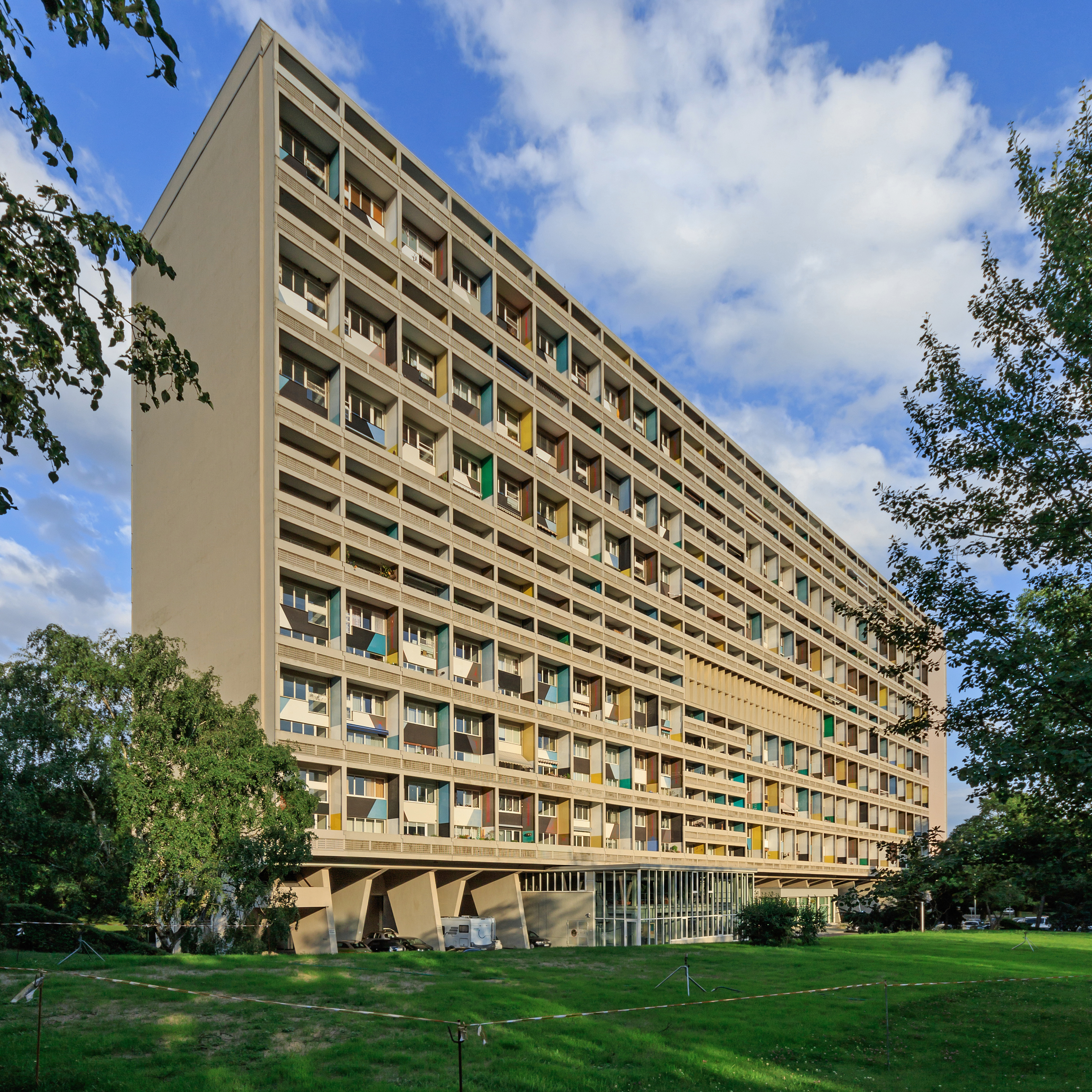
Corbusier-Haus

- Het Corbusier-Haus (Unité d'habitation, Typ Berlin) aan de Flatowallee, gebouwd tussen 1956 en 1958, is de derde Unité d'habitation (wooneenheid) van de hand van architect Le Corbusier en verrees als bijdrage aan de bouwtentoonstelling Interbau. Eerder bouwde Le Corbusier Unités d'habitation in Marseille en Nantes.
- De watertoren Charlottenburg-Westend aan de Akazienallee verrees naar een ontwerp van Heinrich Seeling en kwam in 1909 in gebruik.
- Het woonhuis-atelier van beeldhouwer Georg Kolbe in de Sensburger Allee huisvest het Georg-Kolbe-Museum. Het streng kubistische bouwwerk ontstond in 1928-1929 naar een ontwerp van Ernst Rentsch en werd in 1932 naar plannen van Paul Lindner uitgebreid.

## Verkeer

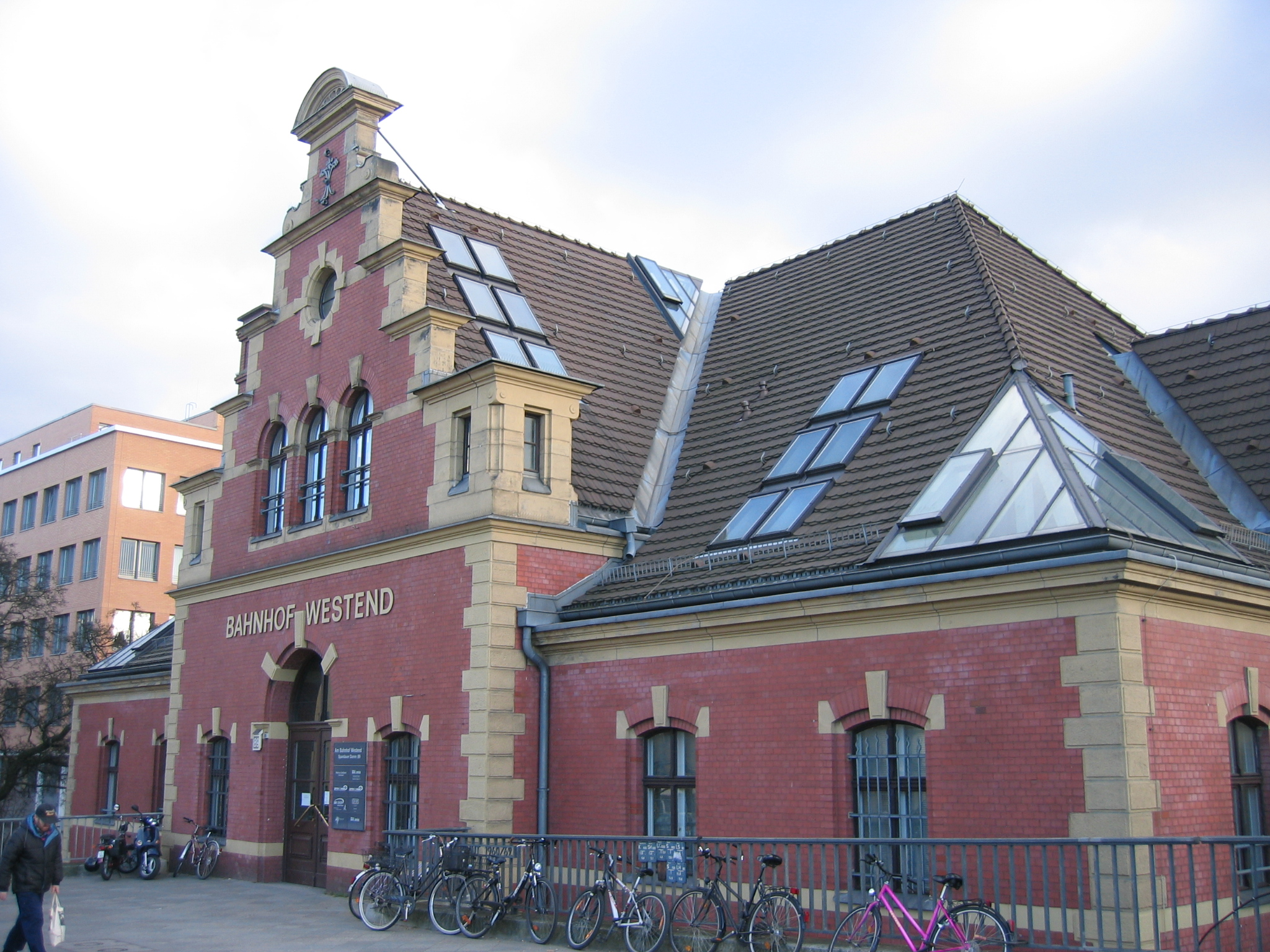
S-Bahnstation Westend

Het stadsdeel wordt van oost naar west doorsneden door de as Kaiserdamm-Heerstraße, een belangrijke verkeersader. Aan de Theodor-Heuss-Platz kruist de Kaiserdamm de Reichsstraße, die het centrum van bedrijvigheid van Westend vormt. Het stadsdeel wordt aan twee kanten omgeven door S-Bahnlijnen; aan de Ringbahn bevinden zich de stations Westend en Messe Nord/ICC, de Spandauer Vorortbahn bedient Westend via de stations Messe Süd, Heerstraße, Olympiastadion en Pichelsberg. Metrolijn U2 loopt door het hart van het stadsdeel en heeft vijf stations in Westend.

## Sport
Hertha BSC heeft, als succesvolste club uit de hoofdstad, zijn thuishaven in het Olympiastadion van Westend, al werden de grootste successen behaald voor 1963 toen de club nog in Gesundbrunnen speelde. Tennis Borussia Berlin is ook uit Westend afkomstig en speelt in het Mommsenstadion. De club speelde 51 seizoenen in de hoogste klasse, al was de laatste keer in 1977. 
Ook SC Charlottenburg speelt in hetMommsenstadion. Voor de grote competitiehervorming van 1933 speelde deze club ook 10 seizoenen in de hoogste klasse. Tot 1991 speelde club ook nog in de nationale reeksen, maar is nu weggezakt naar de hoogste reeksen in de Berlijnse stadscompetitie.